# الخربة (مسلسل)
مسلسل الخربة مسلسل سوري كوميدي، تم عرضه لأول مرة على الشاشة الفضية في سنة 2011، يحكي عن قرية ذكير وهي قرية مشهورة بآثارها والمعالم السياحة لو استثمرت تكون ريع ودخل لأهل البلد والمحافظة، بالإضافة إلى الجانب الديني الذي تتميز به لوجود صرح ديني كبير وأثري في محافظة السويداء جنوب سوريا، حيث هناك يعيشون الحياة ببساطة ولكن التكنولوجيا موجودة هناك أيضاً.
يحكي المسلسل عن حياة عائلتين كبيرتين وهما بو قعقور وعلى رأسهم بو نمر (دريد لحام) وبو مالحة وعلى رأسهم بو نايف (رشيد عساف)، وكل عائلة تريد أن تغيظ العائلة الأخرى في جو كوميدي ساخر. واجه مسلسل الخربة اتهامات بالتهكم على طائفة الموحدون الدروز، ودشن نشطاء على موقع التواصل الاجتماعي حملات باسم «حملة مقاطعة مسلسل الخربة المسيء لبني معروف»، على خلفية الانتقادات التي وجهت للعمل بشأن تعمده الإساءة لطائفة الدروز.

## تمثيل
- دريد لحام
- رشيد عساف
- باسم ياخور
- ضحى الدبس
- شكران مرتجى
- أدهم مرشد
- معن عبد الحق
- أحمد الأحمد
- محمد خير الجراح
- محمد حداقي
- أحمد الأحمد
- رافي وهبي
- مروان أبو شاهين
- مهند قطيش
- ربى الحلبي
- جمال العلي
- رولا ذبيان
- حنان شقير
- ممدوح الأطرش
- منذر أبو راس
- شادي الصفدي
- مروة الأطرش
- إيمان بلان
- رندا الشماس
- مشهور خيزران
- علي الإبراهيم
- إسماعيل مداح
- عمر حجو
- جرجس جبارة
- نضال سيجري

## إخراج
- الليث حجو

## تأليف
- ممدوح حمادة